# جيمس ماديسون (لاعب كرة قدم)
جيمس دانيال ماديسون (بالإنجليزية: James Daniel Maddison؛ مواليد 23 نوفمبر 1996) ويعرف اختصارًا بـ جيمس ماديسون، هو لاعب كرة قدم بريطاني كلاعب وسط هجومي لنادي توتنهام هوتسبير في الدوري الإنجليزي الممتاز و‌المنتخب الإنجليزي.

## وصلات خارجية
- جيمس ماديسون على موقع الاتحاد الأوربي (الإنجليزية)
- جيمس ماديسون على موقع قاعدة بيانات كرة القدم.إي يو (الإنجليزية)
- جيمس ماديسون على موقع ليكيب (الفرنسية)
- جيمس ماديسون على موقع ناشيونال فوتبول تيمز (الإنجليزية)
- جيمس ماديسون على موقع Soccerbase.com (لاعب) (الإنجليزية)
- جيمس ماديسون على موقع Soccerway.com (الإنجليزية)
- جيمس ماديسون على موقع عالم كرة القدم.نت (الإنجليزية)